# Стобенский, Игнатий

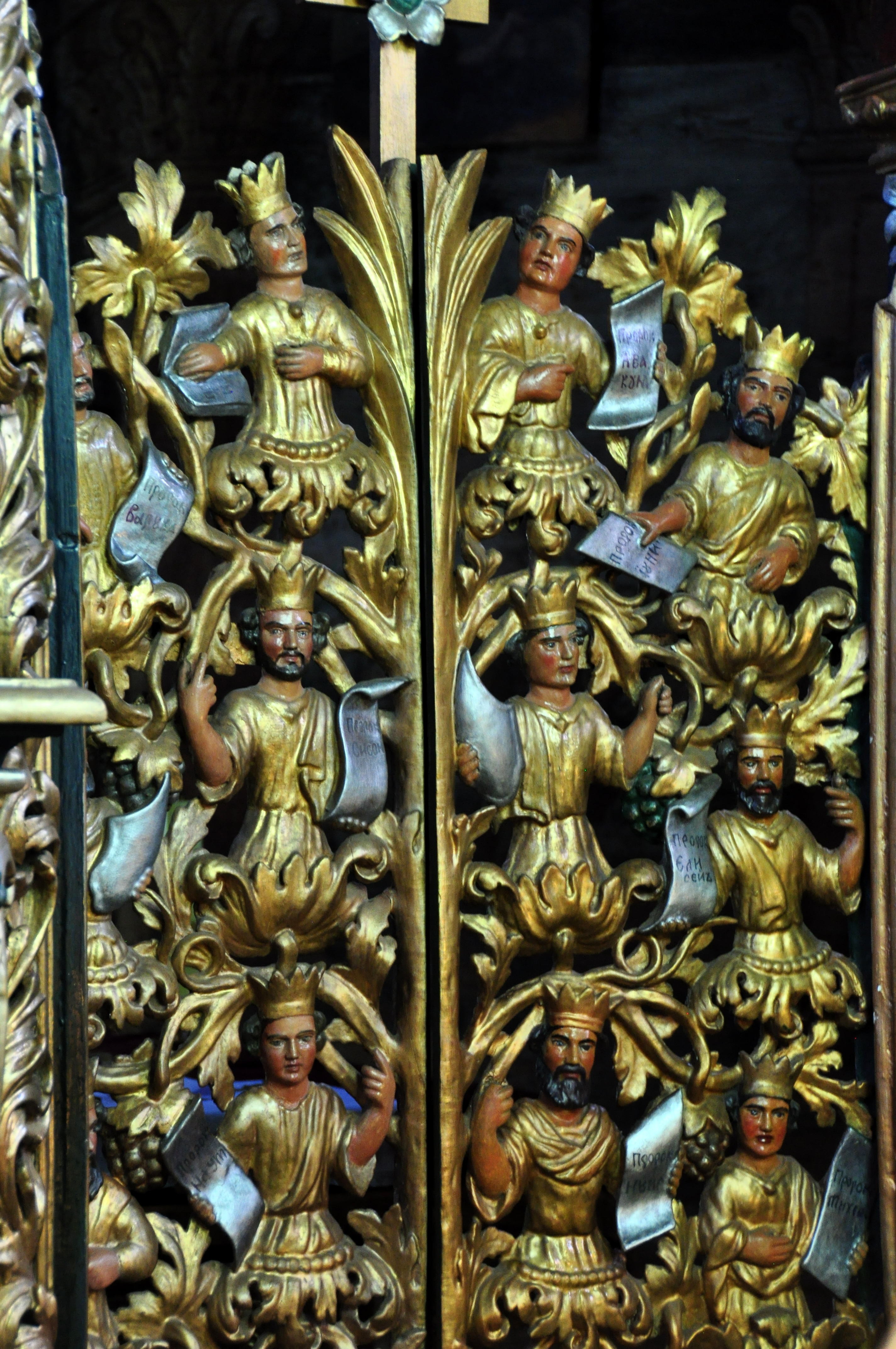
Царские Врата, часть иконостаса церкви Святой Троицы в Жолкве

Игнатий (Игнат, Гнат) Стобенский (укр. Ігнатій Стобенський; третья четверть XVII века — 1742) — украинский мастер художественной резьбы по дереву Жолковской школы первой половины XVIII века эпохи барокко. «Волшебник» художественной резьбы», который в то время был лучшим на Западной Украине .

## Биография
Родом из г. Жолква. Брат Степана Стобенского, скульптора и архитектора. Профессиональное образование получил в столярных мастерских и цеховых резчиков г. Жолква. В соавторстве с Ю. Шимановичем, С. Путятицким и В. Соковичем работал над созданием иконостасов для церкви Святой Троицы в родном городе. Иконостас изготовлен из липы, его декор имеет глубокую резьбу. Также работал для монастырей в Крехове и с. Краснопуща (теперь Тернопольская область), лавры в Межгорье на Львовщине и др.
Известен также работами:
- в церкви святого Николая в Бережанах (автор резьбы створок царских врат, некоторых колонн, киота, фигурок на нём, рам икон боковых алтарей)
- резьба иконостаса монастыря в селе Дереваче (1719).

Его сын — Иван Стобенский, также был мастером художественной резьбы по дереву.